# Antonio Frondosa
Antonio José Frondosa (Dumalag, 13 juni 1909 - 19 september 1993) was een Filipijnse rooms-katholieke geestelijke en aartsbisschop van Capiz.

## Biografie
Antonio Frondosa werd geboren op 13 juni 1909 in Dumalag in de provincie Capiz. Na het voltooien van zijn opleiding voor het priesterschap werd Frondosa op 8 maart 1936 tot priester gewijd. Op 5 maart 1952 werd hij benoemd tot bisschop van het bisdom Capiz. Hij liet onder meer het St. Pius X-seminarie bouwen en benoemde Jaime Sin tot de eerste rector van de instelling. Sin, die in 1974 tot aartsbisschop van Manilla werd benoemd en in 1976 kardinaal werd gecreëerd, beschouwde Frondosa als zijn mentor. Nadat het bisdom in januari 1976 door paus Paulus VI werd verheven tot aartsbisdom werd Frondosa de eerste aartsbisschop van Capiz. In juni 1986 ging hij met pensioen, waarna hij als aartsbisschop werd opgevolgd door Onesimo Gordoncillo. Ruim zeven jaar later overleed Frondosa op 84-jarige leeftijd.